# Sinfonia n. 1 (Dvořák)
La Sinfonia n. 1 in do minore, op. 3, B. 9, denominata "Le campane di Zlonice", fu composta da Antonín Dvořák tra febbraio e marzo del 1865. Il lavoro è stato scritto in stile romantico, e fu ispirato alle opere di Ludwig van Beethoven e Felix Mendelssohn.

## La sinfonia
Dvořák compose e vendette questo lavoro per una competizione in Germania, e non lo rivide più, tanto da convincersi sempre più che questo fosse andato per sempre perso o distrutto. Egli, in seguito, inserì questa sinfonia in una lista delle composizioni giovanili che pensava fossero andate perdute. Ma nel 1882 Rudolf Dvořák (non legato da parentele con il compositore), ventiduenne studente orientale, vide questa sinfonia esposta in una libreria di Lipsia, e la comprò. In quel periodo il compositore Dvořák non era molto conosciuto; nonostante avesse già scritto 6 sinfonie, solo una di queste (la sesta) era stata pubblicata e solo tre di loro (la terza, la quinta e la sesta) erano state eseguite. Rudolf Dvořák la tenne in suo possesso, senza dire mai niente a nessuno, fino a quando morì 38 anni dopo, nel 1920, quando la sinfonia passò al figlio. Il figlio diede alla sinfonia notorietà al mondo musicale nel 1923. La sua autenticità venne provata senza alcun dubbio, ma non venne mai eseguita prima del 4 ottobre 1936 (in Brno, da un'orchestra diretta da Milan Sachs, un direttore d'orchestra croato). Non venne pubblicata prima del 1961 e fu l'ultima delle sinfonie di Dvořák ad essere eseguita e pubblicata.
La prima Sinfonia fu l'unica delle sinfonie che Dvořák non riuscì a veder eseguita e che non ebbe modo di rivisitare. Il titolo Le campane di Zlonice non appare nella partitura, nonostante Dvořák pare abbia dato disposizione perché apparisse.
È un lavoro che inizialmente presentava solo 3 movimenti, e l'Allegretto fu aggiunto dopo. Il primo movimento, denominato Allegro, è il più lungo movimento di tutte le sue composizioni sinfoniche.
La prima Sinfonia fu registrata diverse volte, ma la prima registrazione completa senza tagli fu fatta nel 1966 dalla London Symphony Orchestra, diretta da István Kertész.

## Forma
Questo lavoro consiste di quattro movimenti:
1. Maestoso - Allegro
2. Adagio molto
3. Allegretto
4. Finale (Allegro animato)

I critici Holländer e Šourek hanno evidenziato che questa sinfonia prevede come tonalità dei quattro movimenti la stessa progressione della Sinfonia n. 5 di Beethoven (do minore, la bemolle maggiore, do minore, do maggiore), anche se 
probabilmente si tratta di semplice coincidenza.
Una performance tipica di questa sinfonia dura circa 50 minuti.

## Strumentazione
Questa sinfonia è concepita per un'orchestra di 2 flauti, ottavino, 2 oboi, corno inglese, 2 clarinetti, 2 fagotti, 4 corni, 2 trombe, 3 tromboni, timpani ed archi.

## Registrazioni
- Berliner Philharmoniker, Rafael Kubelík, Deutsche Grammophon
- Orchestra Filarmonica Ceca, Václav Neumann, Supraphon
- London Symphony Orchestra, István Kertész, Decca 1966